# Vyšehradské sedlo

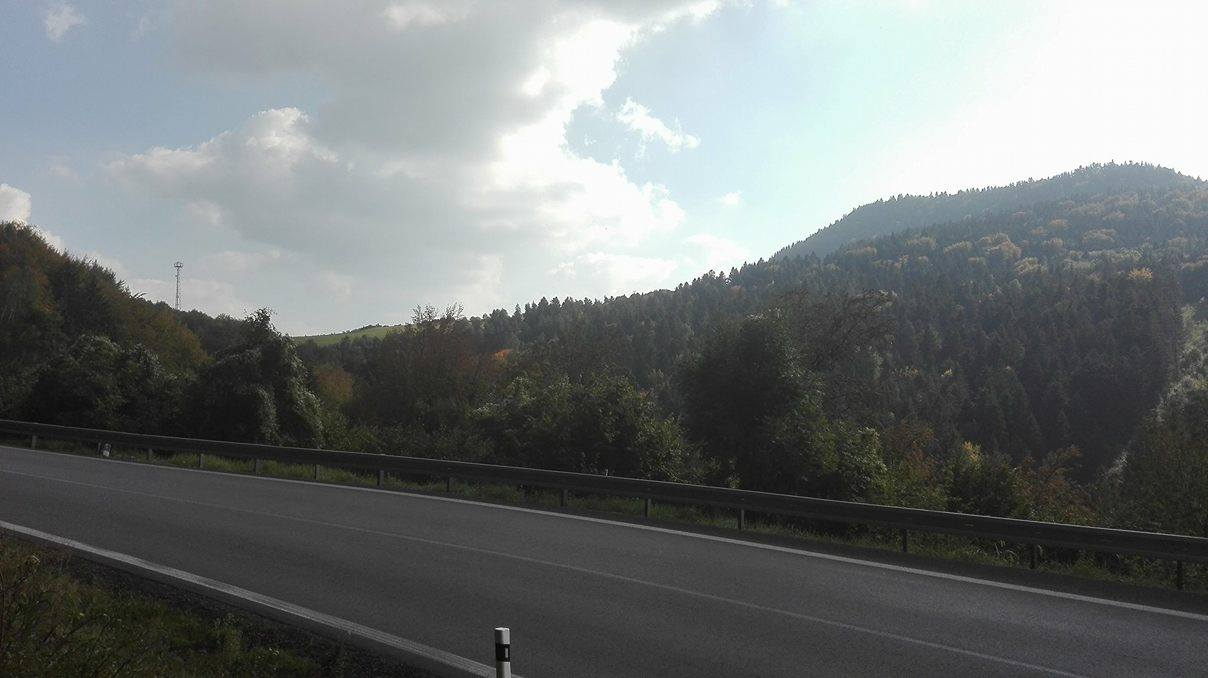
Vyšehradské sedlo s Vyšehradem

Vyšehradské sedlo (579,0 m) je sedlo na hlavním hřebeni pohoří Žiar.
Nalézá se mezi vrchem Vyšehrad (829 m) a Páleným vrchem (724 m). Odděluje dva geomorfologické podcelky, Sokol na severu a Vyšehrad na jihu.
Sedlem je vedena významná silniční spojnice Horní Nitry s Turcem, silnice II./529 z Nitrianského Pravna do Jasenova. Také je jím vedená červená turistická značka turistická po trase Cesty hrdinů SNP (součást E8) z Vríckého sedla na vrch Vyšehrad (829 m).
Ze sedla také vede naučná stezka k archeologické lokalitě Vyšehrad.